# Kleinfuß-Buschratte
Die Kleinfuß-Buschratte (Neotoma micropus) ist ein in Nord- und Mittelamerika lebendes Nagetier (Rodentia) aus der Familie der Wühler (Cricetidae). Der Artname leitet sich von den griechischen Worten  mikrós („klein“) und πούς poús („Fuß“) ab.

## Merkmale
Kleinfuß-Buschratten erreichen eine Gesamtlänge von 310 bis zu 411 Millimetern, wovon der Schwanz 130 bis 175 Millimeter ausmacht. Sie wiegen zwischen 210 und 317 Gramm bei den Männchen sowie 180 bis 274 Gramm bei den Weibchen. Ihr Fell ist an der Oberseite aschgrau bis schiefergrau, die Unterseite ist heller gefärbt. Die Färbung gilt sowohl für Geschlecht, Alter und Jahreszeiten. Namensgebendes Merkmal sind die kleinen Füße. Der Schwanz ist sehr schwach behaart. Die Zahnformel lautet I1/1-C0/0-P0/0-M3/3.

## Ähnliche Arten
Ähnliche Tiere aus der Gattung der Amerikanischen Buschratten (Neotoma) unterscheiden sich in erster Linie durch die zu Dunkelgrau, Braun oder Ocker tendierenden Fellfarben.

## Verbreitung und Lebensraum
Das Verbreitungsgebiet der Kleinfuß-Buschratten erstreckt sich durch die Great Plains bis in den Nordosten Mexikos. Sie bewohnen in erster Linie felsiges und strauchiges Grasland sowie trockene, offene Flächen, die von Kurzgras und Kakteengewächsen (Cactaceae) dominiert werden.

## Lebensweise

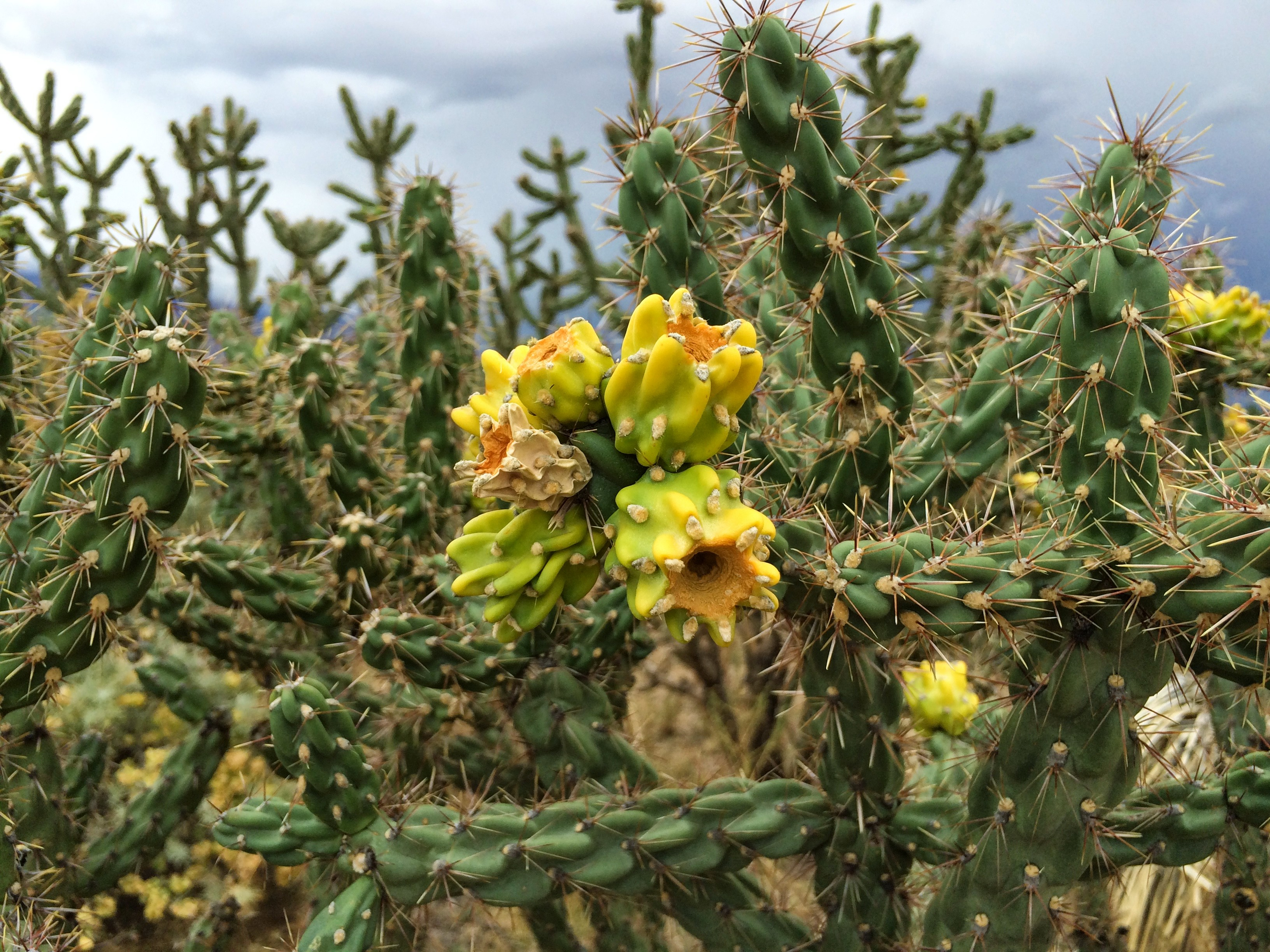
Die Früchte von Cylindropuntia imbricata sind eine wichtige Nahrung

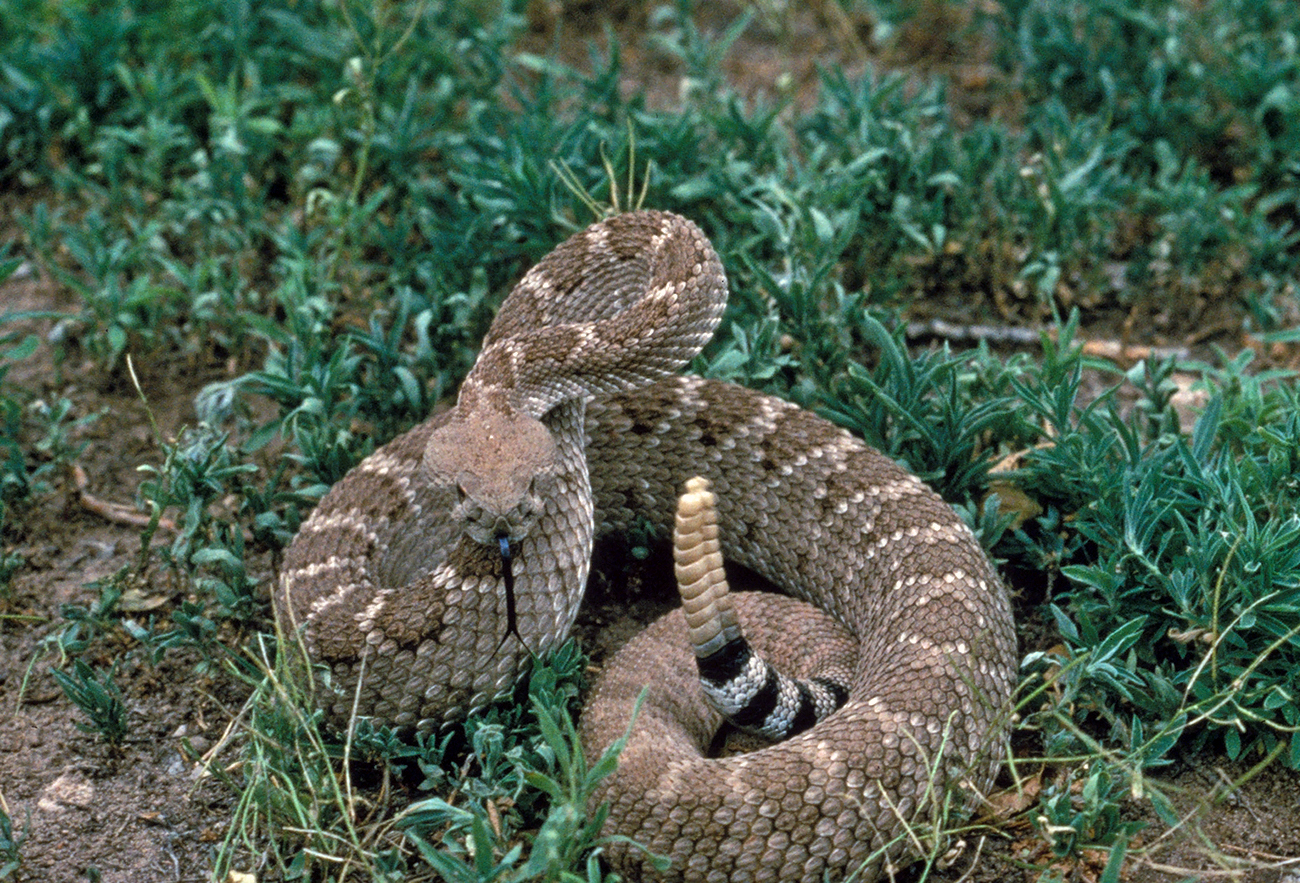
Texas-Klapperschlange, ein Hauptfressfeind

Die überwiegend dämmerungs- und nachtaktiven Kleinfuß-Buschratten leben in Bauen, die bevorzugt unter Kakteen angelegt werden. Sofern solche nicht verfügbar sind, werden die Behausungen auch in Felsspalten oder unter Bäumen angelegt. Dort nisten sich auch Parasiten wie Flöhe, Zecken, Milben, Läuse, Fadenwürmer (Nematoda) und Protozoen ein. Das in den Bauen herrschende Mikroklima ist für Grillen, Wolfsspinnen (Lycosidae) und einige Käferlarven wesentlich. Außerdem nutzen weitere ca. 40 Wirbellose-Arten diesen Lebensraum gelegentlich. Die Baue werden auch von Eidechsen, Dosenschildkröten (Terrapene), den zu den Nattern (Colubridae) zählenden Gopher-Schlangen, Kaktusmäusen (Peromyscus eremicus) und  Hirschmäusen (Peromyscus maniculatus) genutzt. Holz zersetzende Pilze (Fungi) befinden sich infolge des hohen Feuchtigkeitsgehalts ebenfalls in den Bauen.
Die Ratten leben meist als Einzelgänger und kommen nur für die Paarung zusammen. In der Regel haben die Weibchen einmal im Jahr, meist im Frühling, Jungtiere. Dabei unterscheidet sich die Wurfgröße zwischen den nördlichen und südlichen Populationen. In den nördlichen Populationen haben die Ratten im Durchschnitt drei Jungtiere, während sie in den südlichen Populationen durchschnittlich zwei Jungtiere pro Wurf haben. Ratten in der südlichen Population haben zuweilen mehrere Würfe im Jahr. Die Jungen werden 30 bis 39 Tage nach der Paarung geboren und gelten nach drei Monaten als ausgewachsen.
Die Nahrung der Kleinfuß-Buschratten besteht überwiegend aus Blättern, Beeren, Wurzeln und Samen. Ihren Flüssigkeitsbedarf decken sie durch den Verzehr von Platykladien und Früchten. Regional wird der zu den Feigenkakteen zählende Cylindropuntia imbricata (Syn.: Opuntia arborescens) bevorzugt.
Fressfeinde sind Kojoten (Canis latrans), Füchse (Vulpini), Luchse (Lynx), Waschbären (Procyon lotor), Eulen (Strigiformes), Habichte (Accipiter), Rennkuckucke (Geococcyx) und Schlangen (Serpentes). Im Süden von Texas ist die Kleinfuß-Buschratte die überwiegende Nahrung der Texas-Klapperschlange (Crotalus atrox), obwohl sie resistent gegen große Mengen des Gifts von Klapperschlangen ist. Jungtiere werden zuweilen von Feuerameisen (Solenopsis) angegriffen. Trotz der hohen Zahl an Fressfeinden und Parasiten sowie der relativ geringen Vermehrungsrate wird die Kleinfuß-Buschratte von der Weltnaturschutzorganisation IUCN als „Least Concern = nicht gefährdet“ klassifiziert.